# Abraham Delfos
Abraham Delfos (Leiden, 8 maart 1731 - aldaar, 13 juli 1820) was een Nederlandse kunstenaar, kunsthandelaar en organisator van veilingen.

## Biografie
Abraham was zoon van de Leidse boekhandelaar Pieter Delfos (1699 – 1775) en Francientje le Maire. De twee broers van Abraham, Pieter jr. (1737 – 1816) en Karel (1725 - 1789) werden allebei boekverkopers. Abraham was de artistieke van de drie broers en werd opgeleid door Jan Wandelaar. Vanaf 1761 was hij directeur van de Leidse schilderacademie, en vanaf 1799 was hij voorzitter van het Leidse kunstgenootschap Ars Aemula Naturae.

### Opdrachten en kopieën
Abraham vervaardigde grafiek en tekeningen naar oude meesters, en kreeg verschillende opdrachten voor prentwerk en boekillustraties. Een voorbeeld van een prestigieuze opdracht was een reeks van twaalf prenten van de sledevaart van 24 januari 1776. Deze optocht werd georganiseerd door het Leidse genootschap Veniam Pro Laude, ter gelegenheid van het 200-jarig jubileum van het Leids Ontzet.

Delfos kopieerde ook werk van oude meesters. Deze praktijk werd ook beoefend door schilders als Nicolaas Verkolje en Louis de Moni. Delfos maakte zijn kopieën in krijt op papier. Hij kocht uit zijn eigen veiling bijvoorbeeld de Spinster van Caspar Netscher en een Aderlating van Quiringh van Brekelenkam, om deze te verkopen, maar niet na ze eerst gekopieerd te hebben.

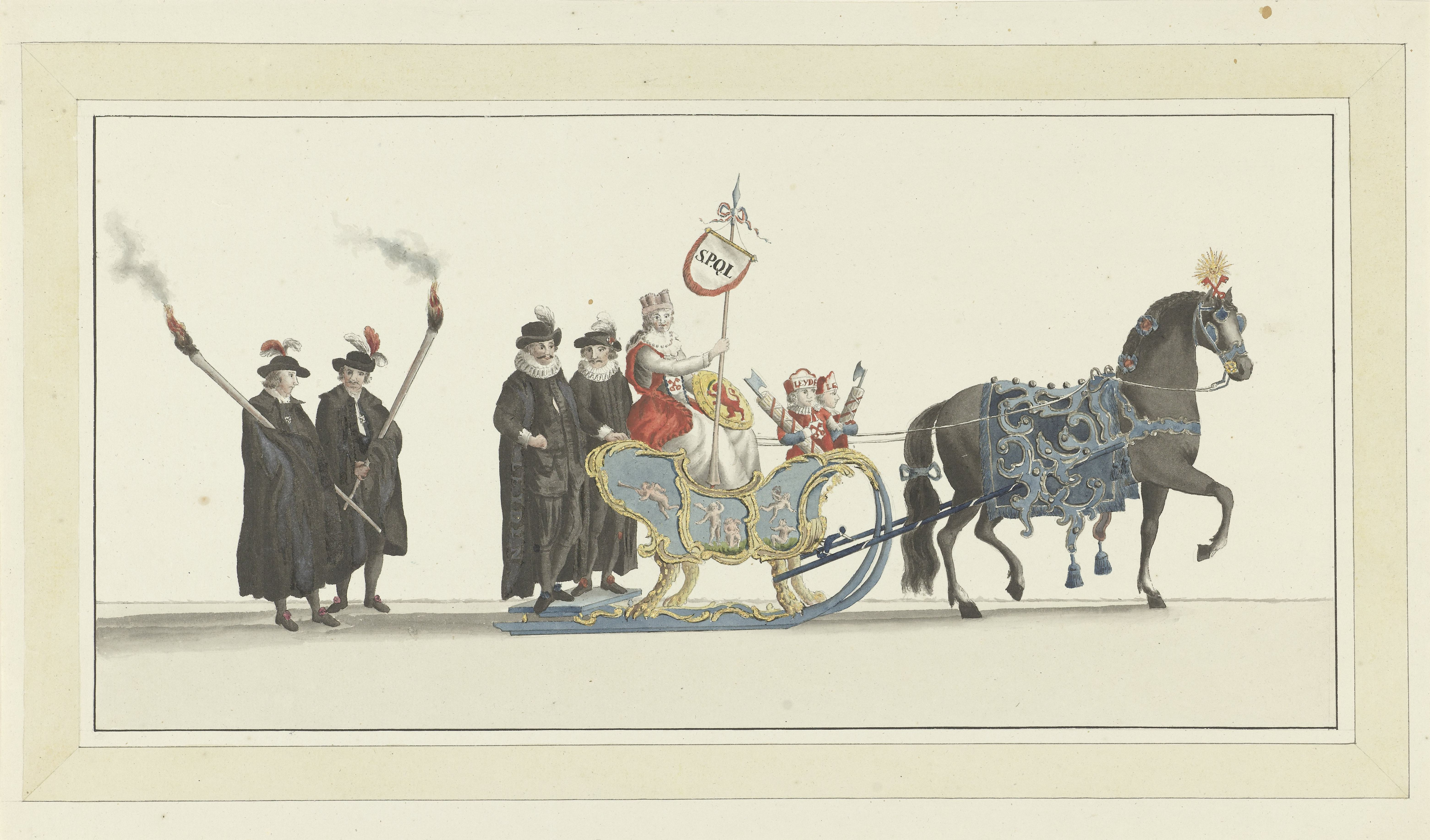
De tekening van de Sledevaart van Veniam Pro Laude (1776), door Abraham Delfos
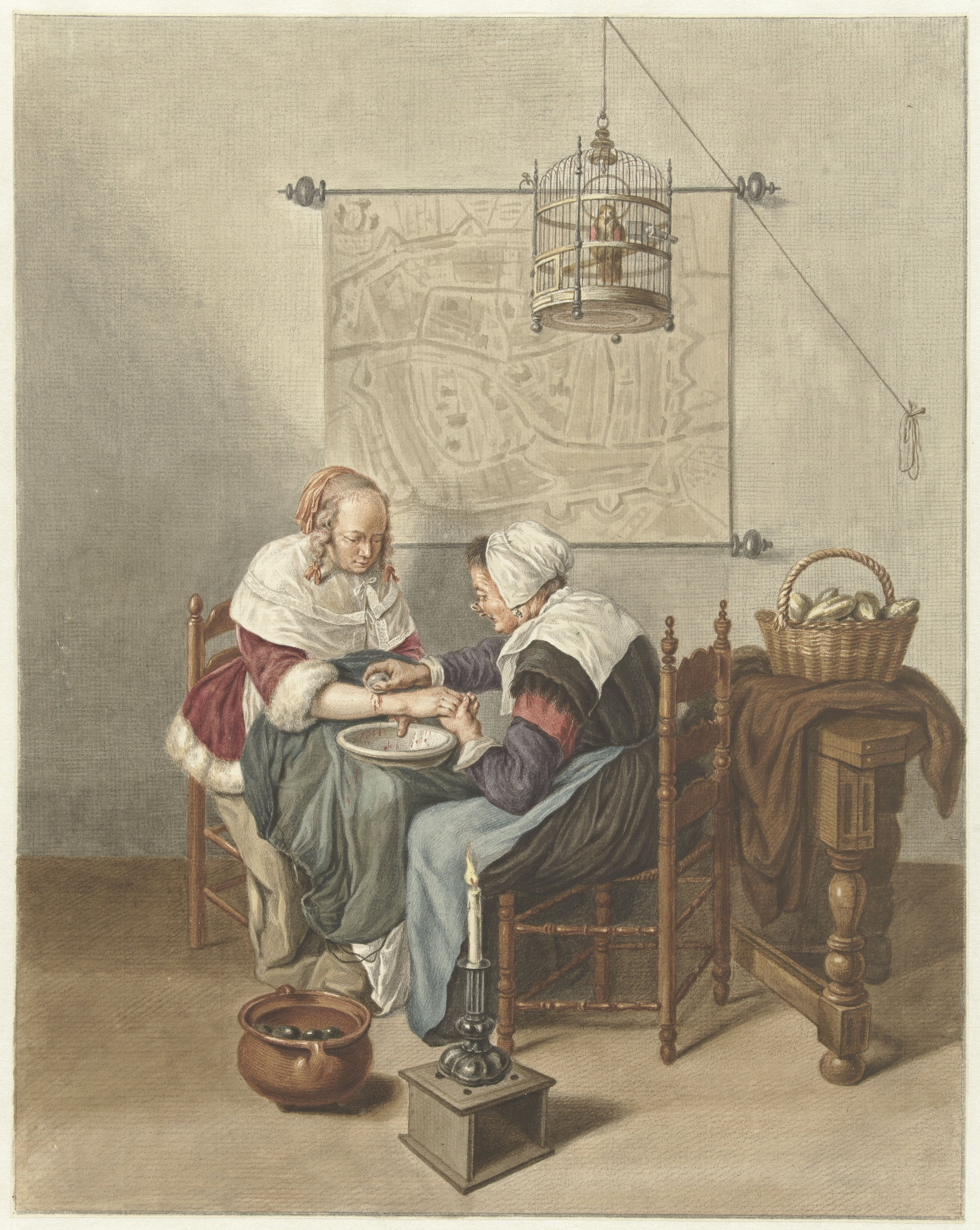
De aderlating (1776), Abraham Delfos naar Quiringh van Brekelenkam. Delfos voegde een kaart van Leiden toe
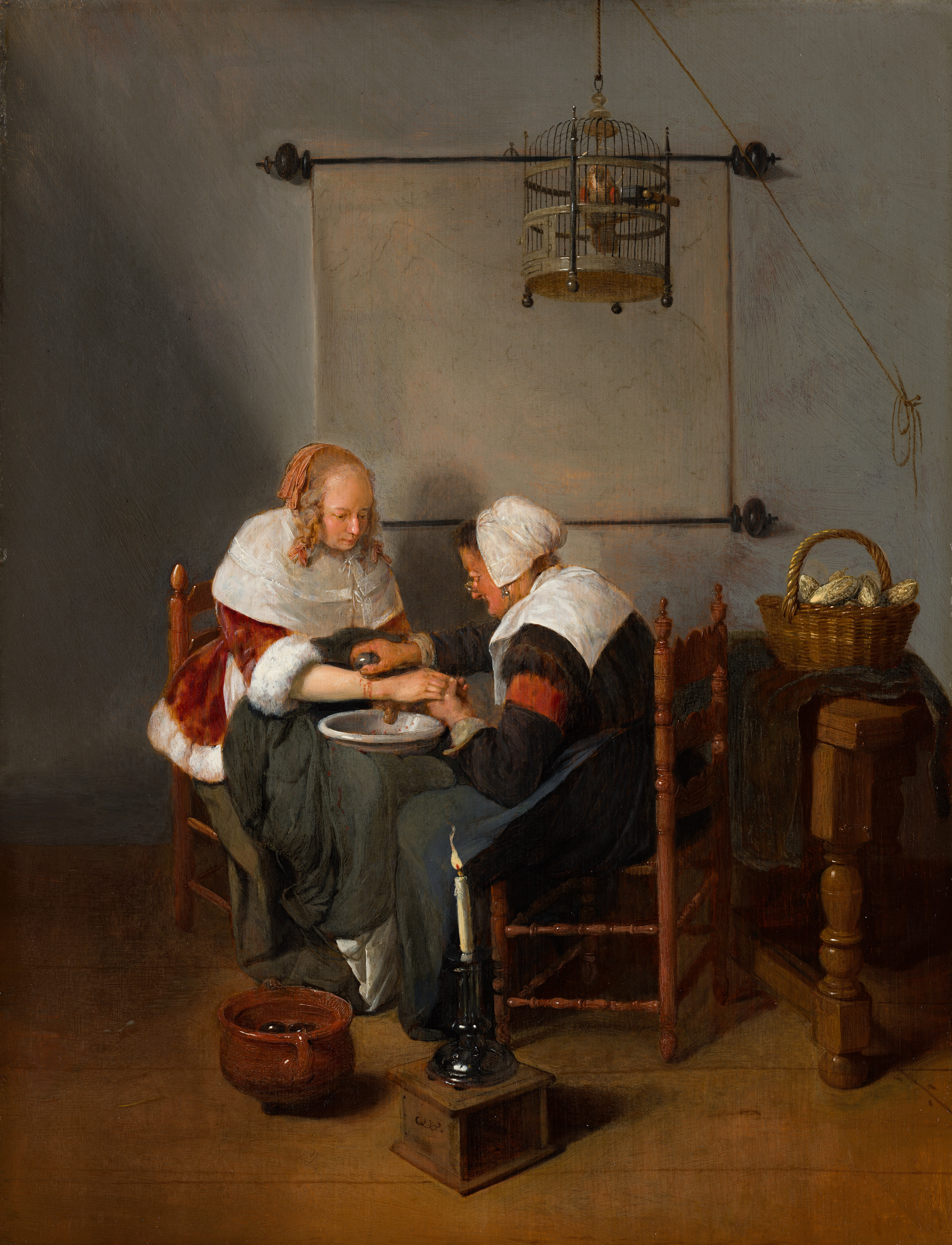
De Originele Aderlating (1660) van Quiringh van Brekelenkam

### Veilingwezen
Abraham Delfos was zeer actief in het Leidse veilingwezen. In ieder geval organiseerde hij veilingen van 1769 tot 1808. Aan de hand van de overgeleverde veilingcatalogi kan gezegd worden dat Delfos de enige lijkt die in Leiden tussen 1769 en 1789 meerdere kunstveilingen heeft georganiseerd. Mogelijk heeft zijn voorname plaats in de Leidse kunstgemeenschap bijgedragen aan zijn belangrijke positie in het veilingwezen. De veiling was, zoals blijkt uit de geannoteerde catalogi, bovenal een goede manier voor Delfos om zijn handelsvoorraad aan te vullen. Hij kocht op de veiling van 26 Augustus 1788 maar liefst 79 van de 227 kavels voor zichzelf, voor zijn handelsvoorraad of in opdracht, en op de veiling van 9 april 1782 41 van de 151 kavels.
Ook Pieter Leonard (1766 – 1800), de oudste zoon van Abraham, kwam waarschijnlijk in het veilingwezen terecht. Pieter Leonard stierf echter al op 33-jarige leeftijd bij een ongeval.
- Bibliothèque nationale de France: cb14886504z (data)
- Biografisch Portaal: 02008704
- Digitale Bibliotheek voor de Nederlandse Letteren: delf024
- Stuttgart Database of Scientific Illustrators 1450–1950: 1320
- Gemeinsame Normdatei: 132053993
- International Standard Name Identifier: 0000 0000 6688 8584
- Library of Congress Control Number: nr2004015094
- Nationale Bibliotheek van Tsjechië: ola2012732675
- Nederlandse Thesaurus van Auteursnamen: 069939047
- RKD-Nederlands Instituut voor Kunstgeschiedenis: 21708
- Système universitaire de documentation: 07445188X
- Union List of Artist Names: 500024687
- Virtual International Authority File: 72542531
- WorldCat: E39PBJcrjm9VGB786rMypfXyBP